# Chiselet
Chiselet – wieś w Rumunii, w okręgu Călărași, w gminie Chiselet. W 2011 roku liczyła 3392 mieszkańców.